# Santuário (romance)
Santuário é um romance escrito por William Faulkner em 1931 sobre o estupro e sequestro de uma universitária de Mississipi, durante a lei seca nos Estados Unidos. A obra é considerada uma das mais controversas de Faulkner, devido ao tema complexo que é retratado.
Publicado pela primeira vez em 1931, o romance foi o avanço comercial e crítico de Faulkner, dando-lhe estabilidade e reputação literária. Santuário é considerado como uma obra criativa para fins financeiros, o que, por conseguinte, é debatido por acadêmicos e amigos de Faulkner.